# Tim McKee
Alexander Timothy „Tim“ McKee (* 14. März 1953 in Ardmore, Pennsylvania) ist ein ehemaliger Schwimmer aus den Vereinigten Staaten. Er gewann drei olympische Silbermedaillen im Lagenschwimmen.

## Karriere
Tim McKee und seine acht Geschwister lernten das Schwimmen beim Suburban Swim Club in Newtown Square. Der Vater Al McKee war Ende der 1930er Jahre als Student der Ohio State University Teilnehmer an den amerikanischen Meisterschaften. Al McKee wirkte von 1962 bis 1968 als Schwimmtrainer beim Suburban Swim Club.
Tim McKee schloss seine Prep School 1971 ab und ging dann an die University of Florida. Bei den Panamerikanischen Spielen 1971 belegte er hinter Charlie Campbell den zweiten Platz im 200-Meter-Rückenschwimmen.
Im Jahr darauf trat Tim McKee bei den Olympischen Spielen 1972 in München in drei Disziplinen an. Zuerst fand der Wettbewerb über 400 Meter Lagen statt. Als eigentlicher Favorit galt der amerikanische Weltrekordhalter Gary Hall, der aber nach 275 Metern von Tim McKee eingeholt wurde. Auf der Schlussbahn entwickelte sich dann ein Zweikampf zwischen McKee und dem Schweden Gunnar Larsson. Beide schlugen nach 4:31,98 Minuten an, die Auswertung des Zielfotos ergab zwei Tausendstelsekunden Vorsprung für den Schweden. Nach den damals gültigen Regeln erhielt Larsson die Goldmedaille und McKee die Silbermedaille. Die Regel wurde nach den Schwimmweltmeisterschaften 1973 geändert und bei Gleichstand nach Hundertstelsekunden wurden die Tausendstelsekunden nicht mehr herangezogen. Drei Tage nach seiner ersten Olympiamedaille belegte Tim McKee den fünften Platz über 200 Meter Rücken. Tags darauf fand der Wettbewerb über 200 Meter Lagen statt. Auch hier gewann Larsson vor McKee, hatte aber im Ziel 1,2 Sekunden Vorsprung.
Vier Jahre später versuchte Tim McKee bei den Olympischen Spielen in Montreal 1976 noch einmal Olympiasieger zu werden. Der 200-Meter-Lagen-Wettbewerb stand 1976 und 1980 nicht auf dem Programm. McKee hatte somit nur eine Chance über 400 Meter Lagen, im Ziel lag er als Zweiter fast eine Sekunde hinter seinem Landsmann Rod Strachan.
Tim McKee arbeitete später als Rettungsschwimmer in Miami Beach. 1998 wurde er in die International Swimming Hall of Fame aufgenommen.